# 绒毛小果葡萄
绒毛小果葡萄（学名：Vitis balanseana var. tomentosa）为葡萄科葡萄属小果葡萄的变种。分布在中国大陆的广西等地，目前尚未由人工引种栽培。